# 6773 Kellaway
6773 Kellaway eller 1988 LK är en asteroid i huvudbältet som upptäcktes 15 juni 1988 av den amerikanske astronomen Eleanor F. Helin vid Palomar-observatoriet. Den är uppkallad efter den brittiska journalisten Lucy Kellaway.
Asteroiden har en diameter på ungefär 9 kilometer och den tillhör asteroidgruppen Eos.